# Digby Bell
Digby Bell, all'anagrafe Digby Valentine Bell (Milwaukee, 8 novembre 1849 – New York, 20 giugno 1917), è stato un attore teatrale statunitense di vaudeville.

## Biografia
Bell aveva studiato in Europa per diventare cantante, divenendo famoso per i suoi ruoli comici nelle operette di Gilbert & Sullivan. Il suo primo ruolo da protagonista lo ebbe nel 1892 nell'operetta Jupiter. Lavorò a fianco di Lillian Russell.
Si sposò due volte: la prima con Lillian Dunton che lo lasciò vedovo nel 1902. La seconda moglie fu Laura Joyce Bell, un contralto molto conosciuto per i suoi ruoli di attrice nelle opere musicali di Broadway.
Bell girò anche due film in ruoli da protagonista.

## Spettacoli teatrali
- The Begum (Broadway, 21 settembre 1887)
- The Hoosier Doctor (Broadway, 18 aprile 1898)
- Mr. Pickwick (Broadway, 19 gennaio 1903)
- The Education of Mr. Pipp (Broadway, 20 febbraio 1905)
- An International Marriage (Broadway, 4 gennaio 1909)
- The Debtors (Broadway, 12 ottobre 1909)
- The Yeomen of the Guard (Broadway, 19 aprile 1915)
- The Sorcerer (Broadway, 24 maggio 1915)

## Filmografia
- The Education of Mr. Pipp, regia di William F. Haddock (1914)
- Father and the Boys, regia di Joseph De Grasse  (1915)